# Yakkha
Gli Yakkha (nepalese: याक्खा, Yākkhā) sono un gruppo etnico indigeno del subcontinente indiano, soprattutto nell'odierno Nepal e nell'attuale India (identico alla sua famiglia Kirat composta da Limbu, Sunuwar e Rai di fisionomia mongoloide). È una delle progenie della preistorica dinastia Kirat del Nepal. Gli Yakkha sono agricoltori di sussistenza che abitano la parte bassa della valle di Arun nel Nepal orientale. Sono poche migliaia e la loro lingua è quasi estinta.

## Etimologia
Gli studiosi hanno opinioni diverse riguardo all'origine della parola Yakkha. Una scuola di pensiero sostiene che l'etonimio Yakkha secondo la grammatica del sanscrito ariano era stato scritto nelle mitologie ariano-indù come Yaksa-sh (come Bhisu-shu per un ascetico Bhikchu dei testi sacri buddisti). Sebbene il leggendario Yaksa-sh, dal nome corrotto di Yakkha, sia menzionato nei testi religiosi indù, nei Veda e nella letteratura sanscrita antica, Yakkha è stato storicamente coerente nell'uso dei propri endonimi. Yakkhawa o Yakkhaba è usato per indicare le persone di sesso maschile e Yakkhama per indicare le persone di sesso femminile.

## Esonimi
Gli Yakkha sono conosciuti anche con gli esonimi Majhiya, Jimidar e Dewan, titoli che hanno accettato dopo la conquista della terra di Kirat da parte dei Gorka sotto Prithvi Narayan Shah. Agli Yakkha non solo fu data la proprietà della terra, ma fu data anche la responsabilità di riscuotere le tasse dalle terre utilizzate dagli stessi e dalle popolazioni non Yakkha che vivevano nella zona. Nel distretto di Darjeeling e nel Sikkim dell'India, Dewan è comunemente usato come sinonimo di Yakkha, e come Dewan sono collocati nella categoria Other Backward Class.

## Terra degli Yakkha (Yākkhālen)
Oggi la madrepatria degli Yakkha è considerata una zona della regione storica di Kirat (ad est della valle di Katmandu). Durante la cosiddetta unificazione nazionale del Nepal da parte di Prithvi Narayan Shah, le basi tradizionali delle terre di Kirat furono fuse. L'estremo Kirat (Pallo Kirat) dell'area dei dieci Limbuwan ad est del fiume Arun fu diviso in diciassette Thums. Tra questi diciassette Thum, il Panch Khapan (5), il Panch Majhiya (5) e Das Majhiya (10); Tin Thum Yakkhalen sono considerati l'area tradizionale degli Yakkha. Questa zona degli Yakkha è la parte meridionale del distretto di Sankhuwasabha che confina con il distretto di Terhathum e il Distretto di Taplejung a est; il distretto di Dhankuta a sud; e il distretto di Bhojpur a ovest; del Nepal orientale. Sibhuwa, Syabun, Wana, Dadagau, Swachi, Yangsijong sono i nomi dei cinque Khapan; Madi Mulkharka, Tamafok, Mamgling, Ankhibhuin, Chanuwa, Dandagaun, ecc. sono i nomi dei dieci Majhiyas e Hattisudhe, Kingring, Chapabhuin, ecc. sono i nomi dei cinque Majhiyas.

## Religione, lingua e cultura
Gli Yakkha hanno una lingua, una cultura e una tradizione diverse. La lingua yakkha è una lingua tibeto-birmana. L'insorgenza del modernismo e l'influenza di fattori esterni hanno causato una rapida scomparsa della lingua yakkha. Gli Yakkha praticano la religione dei Kirat del culto della natura. Ci sono 32 nomi di famiglia (Thar) negli Yakkha. Ogni Thar ha anche un sottogruppo chiamato Sameychong. I matrimoni non avvengono tra famiglie che condividono lo stesso Sameychong.

## Popolazione
Secondo il censimento nazionale della popolazione e delle abitazioni del Nepal del 2011, la popolazione di Yakkha in Nepal era di 24 336 persone. Secondo il censimento della popolazione del Nepal del 2001, gli Yakkha nepalesi erano 17 003, di cui l'81,43% erano kirat, il 14,17% indù e l'1,04% buddisti. Alcune migliaia di Yakkha vivono nei distretti di Darjeeling e Kalimpong, Sikkim, negli stati del nord-est e in altre parti dell'India.

### Libri
- (EN) Population monograph of Nepal (PDF), vol. 2, Katmandu, Central Bureau of Statistics, 2014,  p. 27, ISBN 978-9937-2-8972-6, OCLC 907976340. URL consultato il 3 ottobre 2019 (archiviato dall'url originale il 6 ottobre 2022).
- (EN) Andrew Russell, The Yakha: Culture, Environment and Development in East Nepal (PDF), Università di Oxford, 1992, OCLC 59863708.
- (EN) David N. Gellner, John Whelpton e Joanna Pfaff-Czarnecka, Identity Management and Cultural Change: Religion and Politics Amongst the Yakha, in Nationalism and Ethnicity in a Hindu Kingdom: The Politics of Culture in Contemporary Nepal, Amsterdam, Harwood Academic Publishers, 1997,  pp. 325-350, ISBN 9789057020896, OCLC 468829815.
- (NE) Durga Hang Yakkha, Kirat Yakkha Ko Itihas Ek Chhalphal, 2002.
- (EN) M. Paul Lewis, Ethnologue: languages of the world, 16ª ed., Dallas, SIL International, 2009, ISBN 9781556712166, LCCN 2008943008.
- (EN) Tanka B. Subba, Politics of Culture: A Study of Three Kirata Communities in the Eastern Himalayas, Chennai, Orient Longman, 1999, ISBN 9788125016939, OCLC 44510406.

### Pubblicazioni
- (EN) Andrew Russell, Traditions in transition: Sanskritization and Yakkhafication in East Nepal, in History and Anthropology, vol. 15, n. 3, settembre 2004,  pp. 251-261, DOI:10.1080/0275720042000257458.
- (EN) Andrew Russell, The Missing and the Met: Routing Clifford amongst the Yakha in Nepal and NE India (XML), in Journeys, vol. 1, n. 1, Berghahn Books, 1º gennaio 2000,  pp. 86-113, DOI:10.3167/146526000782488045.
- (EN) Andrew Russell, Writing Traveling Cultures: Travel and Ethnography amongst the Yakkha of East Nepal, in Ethnos, vol. 72, n. 3, settembre 2007,  pp. 361-382, DOI:10.1080/00141840701576976.